# 借款
借款（しゃっかん）とは、国際機関と国家間または、それぞれ異なる国家の政府や公的機関間における長期間にわたる資金の融資のこと。日本では、「クレジット」とも呼ばれている。英語における正しい表記は「ローン（loan）」である。また、政府と関係の深い民間の金融機関や企業が借款の貸し手・借り手となる場合もある。

## 円借款
円借款とは、国際協力機構を経由して日本政府から発展途上国政府へ、インフラストラクチャー整備を目的として行われる長期・低金利の資金貸し付け。日本による政府開発援助（ODA）は伝統的に、被供与国の自立を促すため返還の必要の無い無償資金供与ではなく、有償資金協力のうち特に円借款を重視してきた。2006年（平成18年）に行われた円借款の平均金利は1.03 ％、平均返済期限は33年8ヶ月である。1966年（昭和41年）から、2006年（平成18年）までに実施された借款の82 %はアジア諸国を対象としている。
中華人民共和国へは1979年（昭和54年）から約3兆3165億円の借款が行われた。2000年代に入り、日中関係の悪化と中国経済の発展を受けて、中国への円借款の批判が高まり、2007（平成19）年度をもって終了した。無償資金協力（2011年〈平成23年〉当時、累計1544億円）および技術協力（2011年〈平成23年〉当時、累計1704億円）、政府貸付（円借款以外）については対中ODAが続けられていた。これらを含めた対中ODAは全て2021年度末をもって終了する。
ジャカルタ都市高速鉄道の工事は、日本の円借款による事業であり、多くの日本企業が参画したが、MRT側の不合理な払い渋りがあり、各企業は軒並み赤字を計上することとなった。第一期工事は予定した時期に本体工事を終了させて開業することはできたが、第二期工事についてはリスクの高さから入札見送りを表明する企業もあり、開業時期などは予断を許さない状況となっている。